# Pánd, Pesta
Pánd  este un sat în districtul Nagykáta, județul Pesta, Ungaria, având o populație de 1.994 de locuitori (2011). 

## Demografie
Componența etnică a satului Pánd
     Maghiari (92,41%)
     Romi (7,08%)
     Alții (0,51%)
Componența confesională a satului Pánd
     Reformați (27,83%)
     Fără religie (21,61%)
     Romano-catolici (18,25%)
     Necunoscută (30,59%)
     Alte religii (2,76%)
Conform recensământului din 2011, satul Pánd avea 1.994 de locuitori. Din punct de vedere etnic, majoritatea locuitorilor (92,41%) erau maghiari, cu o minoritate de romi (7,08%). Nu există o religie majoritară, locuitorii fiind reformați (27,83%), persoane fără religie (21,61%) și romano-catolici (18,25%). Pentru 30,59% din locuitori nu este cunoscută apartenența confesională.